# Tomoko Tamura

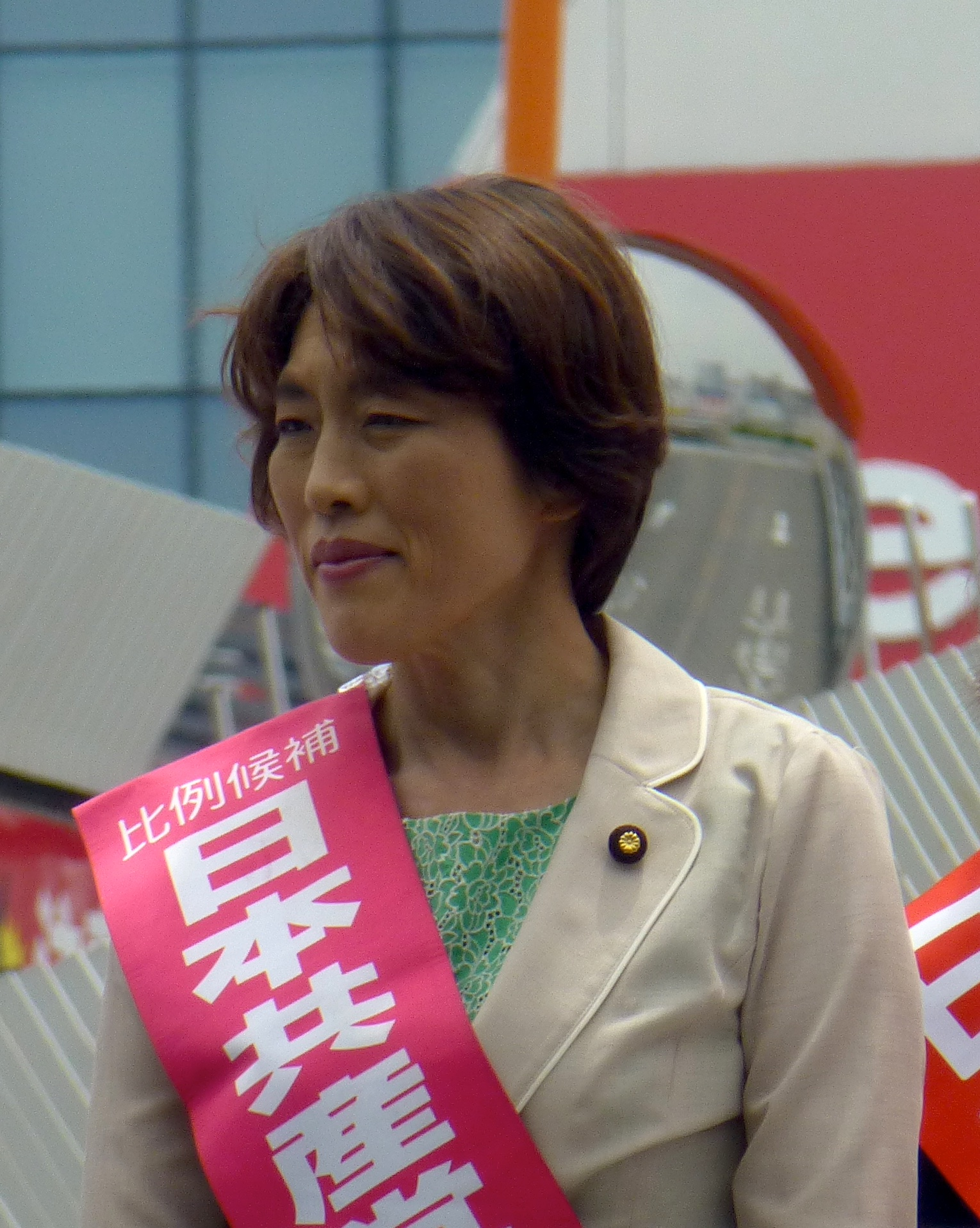
Tamura im Senatswahlkampf 2016

Tomoko Tamura (japanisch 田村 智子 Tamura Tomoko; * 4. Juli 1965 in Komoro, Nagano) ist eine japanische Politikerin, Mitglied im Abgeordnetenhaus, dem Unterhaus des Nationalparlaments, für den Verhältniswahlblock Tokio über die Liste der Kommunistischen Partei Japans (KPJ) und ist seit Januar 2024 KPJ-Parteivorsitzende (Vorsitzende des Exekutivkomitees des ZK). Von 2010 bis 2024 war sie Mitglied im Senat, dem Oberhaus des Nationalparlaments für den landesweiten Verhältniswahlwahlkreis.
Tamura trat der KPJ während ihres Studiums an der Waseda-Universität bei, als sie im KPJ-nahen Nihon minshu seinen dōmei (日本民主青年同盟, „Demokratischer Jugendbund Japans“, kurz Minsei, engl. "DYLJ") aktiv war. Nach ihrem Studienabschluss wurde sie Minsei-Mitarbeiterin. 1997 wurde sie Sekretärin von Ikuko Ishii, KPJ-Mitglied im Repräsentantenhaus aus Osaka, 2002 von Miyo Inoue, KPJ-Senatorin für Tokio.
Erstmals selbst kandidierte Tamura bei der Senatswahl 1998 im Verhältniswahlwahlkreis, damals noch ohne Vorzugsstimme auf dem aussichtslosen KPJ-Listenplatz 25. 2001 erhielt sie landesweit 4093 Vorzugsstimmen und erreichte damit den KPJ-Listenplatz zwölf (bei vier Wahlsiegern). 2003 kandidierte sie im Wahlkreis Tokio 13 für das Repräsentantenhaus, unterlag aber dem Demokraten Kōriki Jōjima und dem Liberaldemokraten Ichirō Kamoshita. Auch bei den Nationalwahlen 2005 und 2007 sowie der Tokioter Parlamentswahl 2009 kandidierte sie erfolglos. Erst bei der Senatswahl 2010, als sie mit 45.668 Stimmen landesweit den zweiten KPJ-Listenplatz bei der Verhältniswahl erreichte, zog sie ins Nationalparlament ein. 2016 und 2022 wurde sie wiedergewählt, 2022 führte sie mit über 100.000 Stimmen die KPJ-Liste an.
In der KPJ wurde sie 2020 Vorsitzende des politischen Forschungsrates. 2024 löste sie Kazuo Shii im Parteivorsitz ab. Bei der Abgeordnetenhauswahl 2024 kandidierte Tamura, alleine vor den Doppelkandidaten auf Platz 1 der KPJ-Liste gesetzt, im Verhältniswalblock Tokio und gewann den einzigen KPJ-Sitz. Ihren Sitz im Senat hatte sie automatisch zum Wahlkampfbeginn (=Kandidatur für inkompatibles Amt) am 15. Oktober 2024 verloren.